# Estado de Maracaju

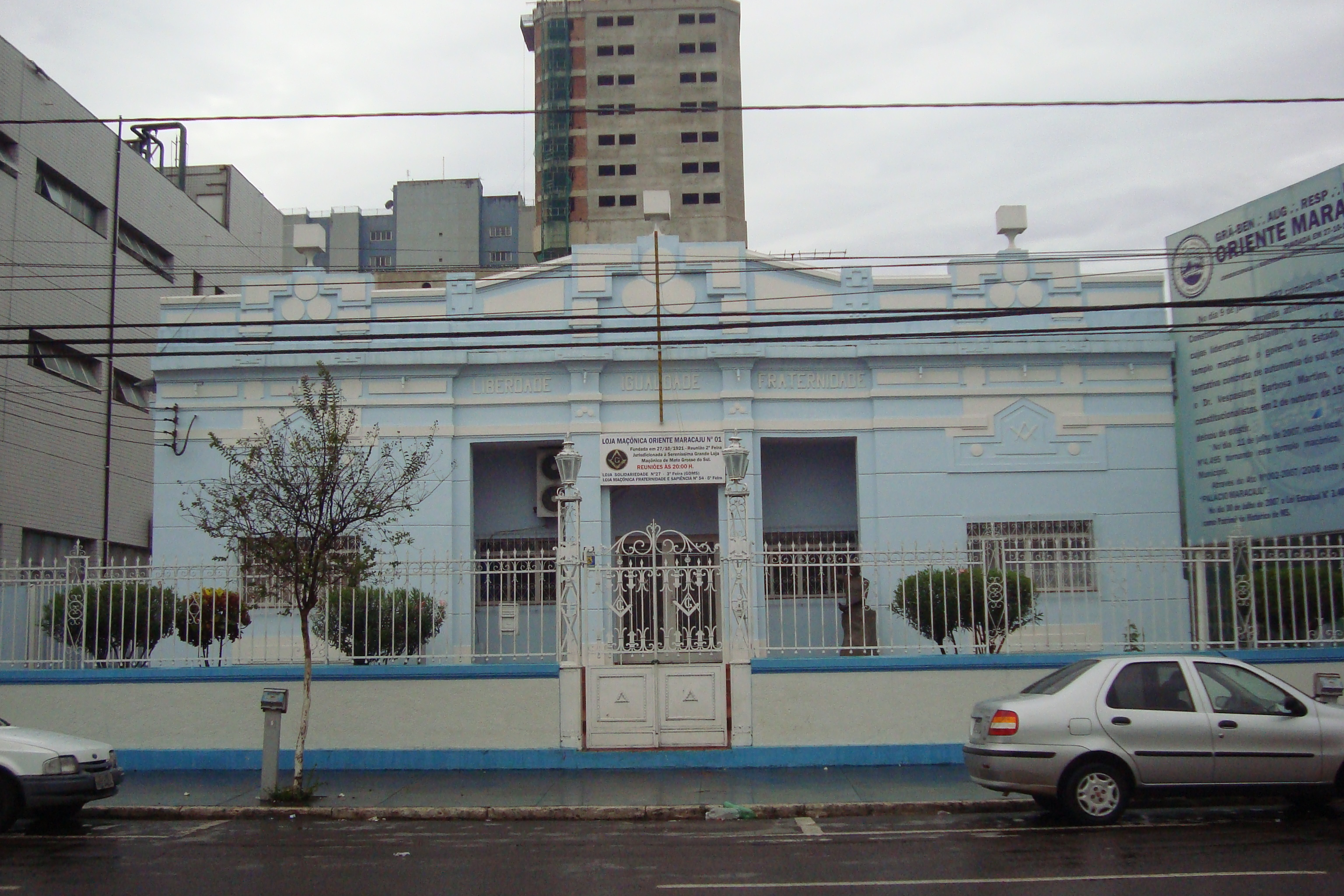
Palácio Maracaju, sede del Estado de Maracaju, ubicado en Campo Grande, Mato Grosso do Sul.

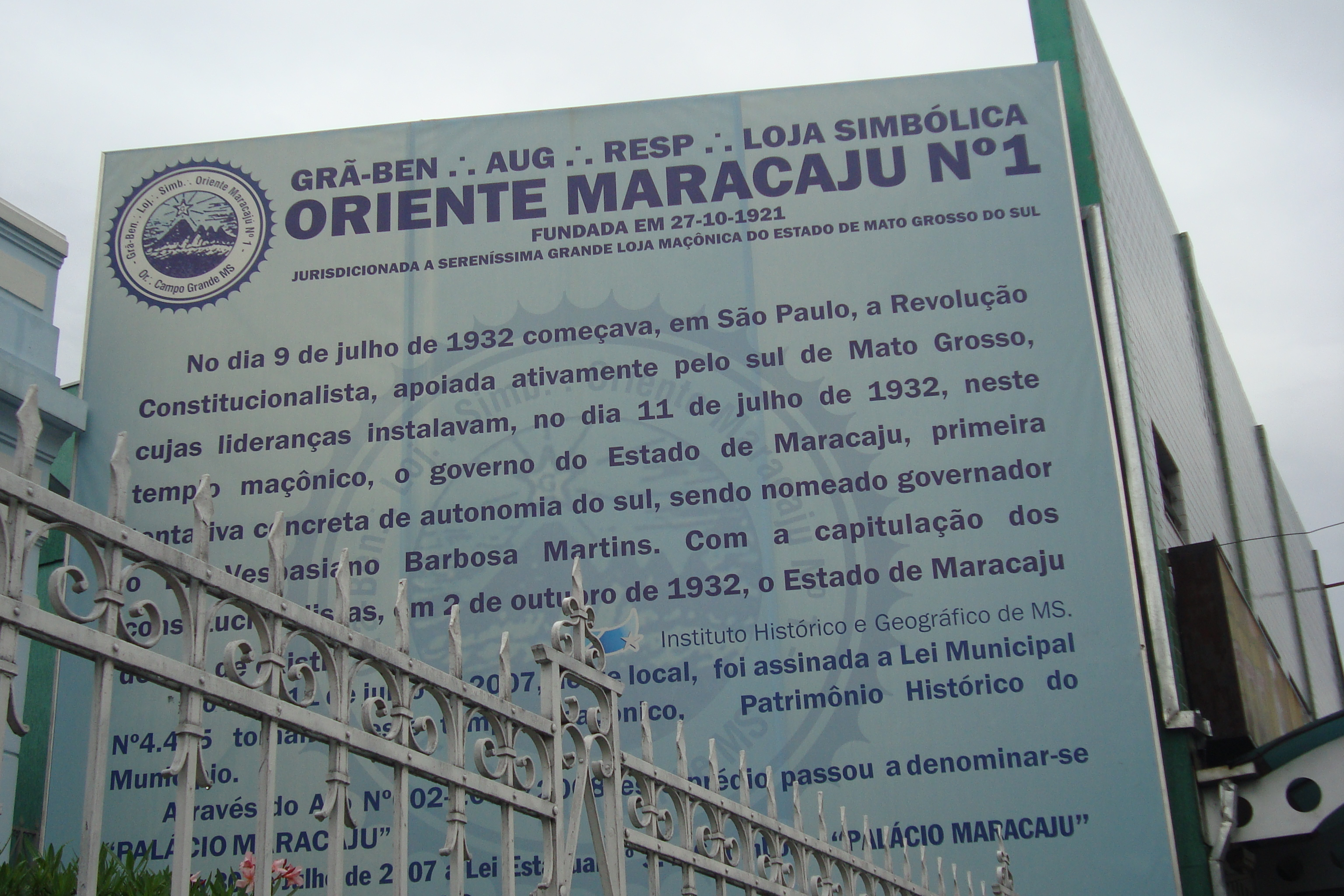
Placa indicativa del Palácio Maracaju

El estado Maracaju fue el nombre dado a la creación revolucionaria de un Estado federal brasileño que existió sin la autorización de la Unión del 10 de julio al 2 de octubre de 1932, durante las agitaciones de la Revolución Constitucionalista de 1932.
El Estado afirmó que el territorio que hoy ocupa el estado de Mato Grosso del Sur. Su nombre deriva de la cordillera que corta el estado. Él tenía como gobernador entonces alcalde de Campo Grande, Vespasiano Barbosa Martins. Durante ese tiempo también tuvo los siguientes nombres: como Secretario General, Arlindo Gomes de Andrade; como Jefe de la Policía del Estado, Leonel Velasco; y como alcalde de Campo Grande, Artur Jorge Mendes Sobrinho.
Creado a partir de la división de Mato Grosso en su parte sur, el estado es una manifestación temprana de la separatista reclama con respecto al gobierno de Cuiabá. Durante la Revolución Constitucionalista, el sur de Mato Grosso apoyó la causa Paulista, en la persona del general Bertoldo Klinger. Con el fin de la revolución y la victoria militar del gobierno central, se disolvió el Estado, pero que sería el embrión de lo que hoy Mato Grosso do Sul.